# Campionati europei di badminton a squadre 2018
I Campionati europei di badminton a squadre 2018 si sono svolti a Kazan', in Russia. È stata la 7ª edizione del torneo, organizzato dalla Badminton Europe.

## Podi
| Evento           | Oro       | Argento     | Bronzo           |
| Torneo maschile  | Danimarca | Inghilterra | Germania Francia |
| Torneo femminile | Danimarca | Germania    | Spagna Russia    |